# أوه جانغ أون
أوه جانغ أون (الكورية: 오장은)، من مواليد 24 يوليو 1984 في جيجو في كوريا الجنوبية، لاعب كرة قدم كوري جنوبي.
بدأ مسيرته الكروية مع نادي طوكيو الياباني في عام 2002، ولعب معهم حتى عام 2004، وشارك معهم في 13 مباراة، وفي موسم 2005/2006 انتقل إلى نادي دايغو، ولعب معهم 40 مباراة وسجل 9 أهداف، وفي عام 2007 انتقل إلى نادي أولسان تايغرز.
و قد بدأ باللعب مع منتخب كوريا الجنوبية لكرة القدم في عام 2006.

## روابط خارجية
- أوه جانغ أون على موقع الاتحاد الدولي (مؤرشف)  (الإنجليزية)
- أوه جانغ أون على موقع رابطة كرة القدم اليابانية للمحترفين (اليابانية)
- أوه جانغ أون على موقع دوري كوريا الجنوبية (الإنجليزية)
- أوه جانغ أون على موقع إي إس بي إن إف سي (الإنجليزية)
- أوه جانغ أون على موقع قاعدة بيانات كرة القدم.إي يو (الإنجليزية)
- أوه جانغ أون على موقع ناشيونال فوتبول تيمز (الإنجليزية)
- أوه جانغ أون على موقع Soccerway.com (الإنجليزية)
- أوه جانغ أون على موقع أوليمبيديا (الإنجليزية)